# Viola werdermannii
Viola werdermannii är en violväxtart som beskrevs av Wilhelm Becker. Viola werdermannii ingår i släktet violer, och familjen violväxter. Utöver nominatformen finns också underarten V. w. glaberrima.